# Ana Sofía de Brandeburgo
Ana Sofía de Brandeburgo (Berlín, 18 de marzo de 1598 - Berlín, 19 de diciembre de 1659) fue una noble alemana, perteneciente a la Casa de Hohenzollern. Fue princesa de Brandeburgo por nacimiento, y por matrimonio fue duquesa de Brunswick-Luneburgo y princesa de Brunswick-Wolfenbüttel.

## Biografía
Ana Sofía era la segunda hija del elector Juan Segismundo I de Brandeburgo y de la duquesa Ana de Prusia, hermana menor del elector heredero Jorge Guillermo I de Brandeburgo.
En primer lugar, la princesa fue elegida como la esposa del conde Wolfgang Guillermo del Palatinado-Neoburgo, pero este proyecto fracasó, después de haber tenido una disputa con el padre de Ana Sofía.
Se casó el 4 de septiembre de 1614, en Wolfenbüttel, con el duque Federico Ulrico de Brunswick-Wolfenbüttel (1591-1634). Con motivo del matrimonio, Michael Praetorius compuso la música de la boda. No tuvieron hijos. 
Ana Sofía mantuvo una relación amorosa con el duque Francisco Alberto de Sajonia-Lauenburgo, que sirvió en el ejército del conde de Tilly. Después de esto, en una escaramuza en el Castillo Plesse, éste fue golpeado por Cristián de Brunswick. Fue encontrada entre sus pertenencias la comprometedora correspondencia de Ana Sofía con Francisco Alberto, que Cristián entregó a su hermano, el duque Federico Ulrico. Ana Sofía se vio obligada a refugiarse en la corte de su hermano, Jorge Guillermo I de Brandeburgo. Ana Sofía escribió al emperador Fernando II, quejándose de que su marido había confiscado sus joyas y efectos personales, mientras que Jorge Guillermo escribió a su cuñado, pidiéndole que llevara a su esposa con él y restaurara la joyería. 
Federico Ulrico, por su parte, hizo excluir a su esposa de las oraciones de la iglesia, prohibió el pago de intereses de su prerrogativa y confiscó sus bienes. Sin embargo, incluso la corte de Wolfenbüttel promovió un consistorio para resolver el caso. Ana Sofía se negó a permitir el divorcio y el nuevo matrimonio de su marido.
El emperador Fernando, quien tenía que arbitrar la disputa, fracasó, dejando el caso en 1626 al elector Juan Jorge I de Sajonia. Este tribunal fue convocado bajo la presidencia del predicador de la corte, Matthias Hoe di Hoënegg, y los miembros de la corte de Brandeburgo y Brunswick, sin llegar a ninguna parte. De hecho, durante las negociaciones, el duque Federico Ulrico murió. 
Ana Sofía pasó su viudez en Schöningen, donde fundó una escuela de renombre con el propósito de enseñar latín, el Anna-Sophianeum, que hasta el día de hoy funciona (actualmente es un museo). Murió en 1659, en Berlín, y fue sepultada en la Catedral de Berlín.